# برده‌داری و ساخت آمریکا
برده‌داری و ساخت آمریکا (انگلیسی: Slavery and the Making of America)
یک سری مستند چهار قسمتی محصول سال ۲۰۰۴ است که از شبکه پی‌بی‌اس پخش شد. این مستند در مورد برده‌ها و سیاه‌پوستان آمریکا و مشارکت‌های آن‌ها به ایالات متحده آمریکا است.
مایکل والن، آهنگساز و برنده جایزه امی موسیقی متن اصلی این سری مستند را نوشت.